# Microplidus collarti
Microplidus collarti är en skalbaggsart som beskrevs av Louis Burgeon 1945. Microplidus collarti ingår i släktet Microplidus och familjen Melolonthidae. Inga underarter finns listade i Catalogue of Life.